# 花森安治

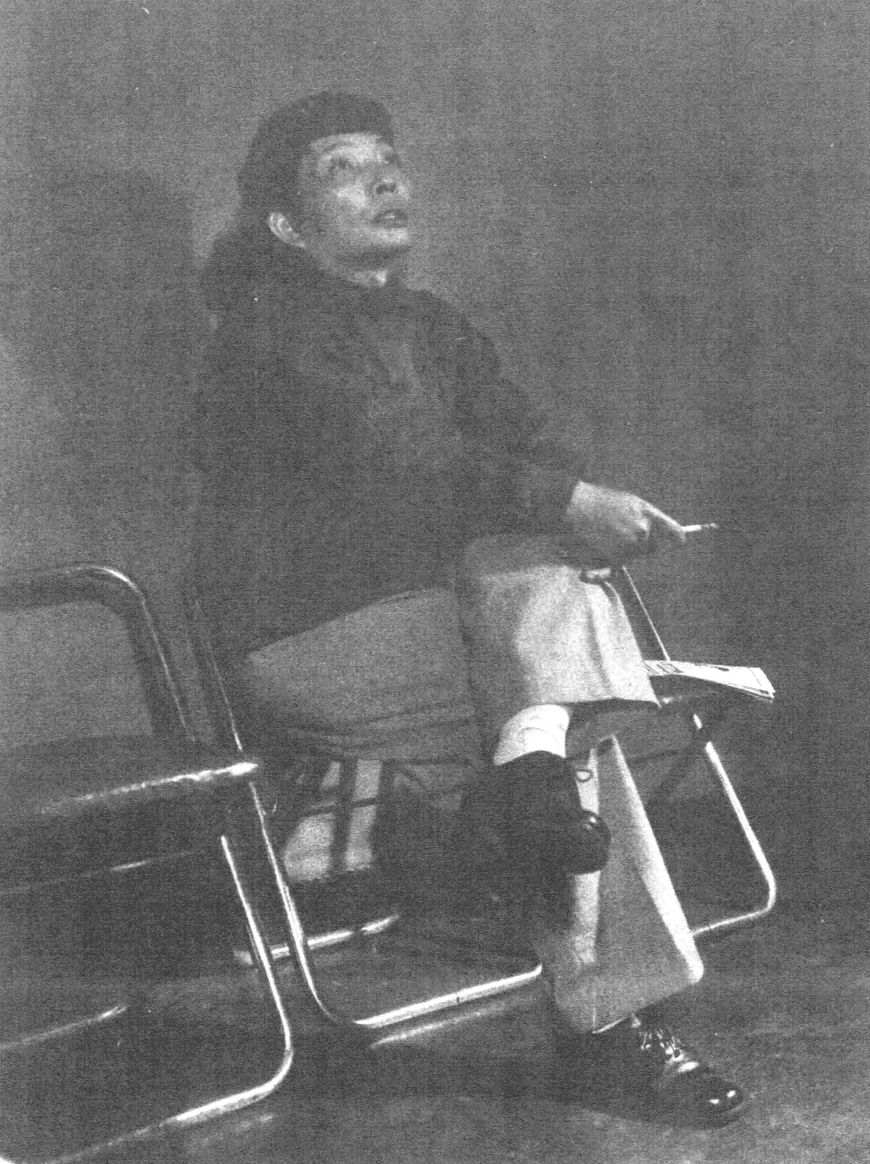
読売新聞社『家庭よみうり』402号（1954年）より

花森 安治（はなもり やすじ、1911年10月25日 - 1978年1月14日）は、日本の編集者・グラフィックデザイナー・ジャーナリスト・コピーライター。生活雑誌『暮しの手帖』の創刊者。

## 生涯

### 出生から大学入学、伊東胡蝶園入社まで
1911年、兵庫県神戸市に生まれる。神戸市立雲中小学校の同級に田宮虎彦がいた。旧制兵庫県立第三神戸中学校から旧制松江高等学校に進む。旧制高校時代、校友会雑誌（第20号：1932年12月が花森の責任編集号）の編集に参加したことが編集者としての出発点になったと語る。
1933年、松江高等学校卒業後、東京帝国大学文学部美学美術史学科に入学し、当時6万部を発行していた「帝国大学新聞」（東京大学の学生新聞「東京大学新聞」の前身）の編集に携わる。当時の編集部員に扇谷正造や岡倉古志郎、杉浦明平、田所太郎などがいた。
大学在学中の1935年、伊東胡蝶園（のちのパピリオ）の宣伝部に入社し、広告デザインに携わる。1930年代末期から手がけた化粧品広告には、既に手書き文字で顧客に語りかける、その後の『暮しの手帖』を誌面のキーともなる、個性的なスタイルを確立させている。
就職により生活の目途が立ったため、学生の身分を維持したまま結婚した。結婚相手は、後にプロ野球公式記録員として知られるようになる山内以九士の妹だった。

### 大学卒業から徴兵、除隊まで
1937年3月、25歳で東京帝国大学を卒業。卒業論文の題目は、「社会学的美学の立場から見た衣粧」であった（「衣粧」は、「衣裳」と「化粧」を合成したものであり、花森による造語）。なお、4月には長女が誕生している。
同年、徴兵検査を受けて甲種合格となり、秋に召集令状（赤紙）が届き、応召する。大日本帝国陸軍に入隊後、新兵教育を受け、北満州の部隊に配属された。1938年2月、結核に冒されたため、満州の陸軍病院に入院した。
しかし、病状が良くならなかったため、内地に戻り、和歌山県の陸軍病院で療養生活を送った。その後、1940年に疾病を理由として除隊になった。

### 大政翼賛会において国策広告に関与する
除隊後の1941年に、帝国大学新聞時代の先輩から誘われて大政翼賛会の外郭団体に籍を置くことになり、敗戦まで国策広告に携わった。例えば、1941年に実施された「翼賛選挙」のポスターを企画したり、1942年には戦意高揚のために「進め、一億火の玉だ！」、「屠れ！米英我らの敵だ」といったスローガンを選定したりした。
ちなみに、当時の代表的なキャッチコピー「欲しがりません 勝つまでは」は花森が「考案」したものとしばしば言われるが、これは事実ではない。大政翼賛会・読売新聞社・東京日日新聞社・朝日新聞社による「国民決意の標語」の募集に、東京在住の男性が小学生の娘の名前で応募した作品を花森が選定・採用したものである。この点に関して、戦後、花森は『暮しの手帖』で「男はいいわけをするな」と書き、一切の弁明をしなかった。なお、他に、「足らぬ足らぬは工夫が足らぬ」といったスローガンも花森が選定している。

### 終戦後
終戦後の1946年、編集者・画家の大橋鎭子（社長）と共に「衣裳研究所」を設立し、雑誌『スタイルブック』を創刊した。そして1948年に、生活雑誌『美しい暮しの手帖』（後に『暮しの手帖』に改題）を創刊する。1951年には、暮しの手帖社と改称。『暮しの手帖』は生活者の側に立って提案や長期間・長時間の商品使用実験を行うユニークな雑誌で、中立性を守るという立場から、他企業の広告を一切載せない、という理念の元に今日まで発行されている。編集長として自ら紙面デザインや取材に奔走し、死の2日前まで第一線で編集に当たった。なお『暮しの手帖』の表紙画は、創刊号から死の直前に発行された第2世紀52号まで、全て花森の手によるものである。
1949年から、大日本麦酒の会社分割で発足した朝日麦酒（後のアサヒビール、法人としては現在のアサヒグループホールディングス）広報部の要請で同社の広告クリエイターとして勤務。アサヒビールのキャッチコピーからデザイン、レイアウトを一手で引き受け、「一番うまいアサヒビール」や「ビールといえば吾妻橋」などのキャッチコピーを世に送り出した。
1972年には著書『一銭（正しくは金を略した㦮）五厘の旗』で第23回読売文学賞随筆・紀行賞を受賞。また同年『暮しの手帖』の活動によりラモン・マグサイサイ賞を受賞。
1978年、心筋梗塞により逝去。花森追悼号となった『暮しの手帖』第2世紀53号の表紙画には、花森が描いた予備のものが使われた。

## 行動
豪放な性格、反骨精神とたとえばスカートをはくこともあった等の奇矯さながら、真摯な行動でも知られ、数々の逸話を残す。
- おかっぱ頭を貫いた。ある婦人代議士[10]が花森と対談して、さいごまで女だと思いこみ、意気投合して、「おたがい、女性のためにがんばりましょう」と握手までして帰った、という[11]。
- 新幹線を「暴走族」として、スピードダウンと並行在来線の直通列車復活を「暮しの手帖」紙面で主張した。

## ドラマ
2016年度（平成28年度）前期放送のNHK連続テレビ小説『とと姉ちゃん』は、花森と大橋による『暮しの手帖』の創業の軌跡をモデルとしたフィクション作品として制作された。花森安治がモデルの花山伊佐次を唐沢寿明が演じている。制作統括の落合将は、「社会不安が増して、未来への見通しが立たない世の中では、工夫して生きるとか、毎日を大切にするというものが、大きな意味を持つようになりました」と、花森安治をこの時代に取り上げる意義を語っている。

## 著書
- 服飾の読本 衣裳研究所 1950
- 流行の手帖 暮しの手帖社 1951
- 風俗時評 東洋経済新報社 1953、中公文庫 2015
- 暮しの眼鏡 創元社 1953、中公文庫 2008
- 一銭五厘の旗 暮しの手帖社 1971、のち新版
- 花森安治のデザイン 暮しの手帖社 2011
- 花森安治戯文集 全3巻 ブックエンド 2011
- 花森安治集 全4巻 ブックエンド 2012 - 13
- 灯（ひ）をともす言葉 河出書房新社 2013
- 花森安治装釘集成 みずのわ出版 2016（唐沢平吉と共著）

## 装幀
- 世界推理小説全集（東京創元社、1956〜1959年）　他（詳細は『花森安治装釘集成』参照）